# Aloysius Mikwauschk

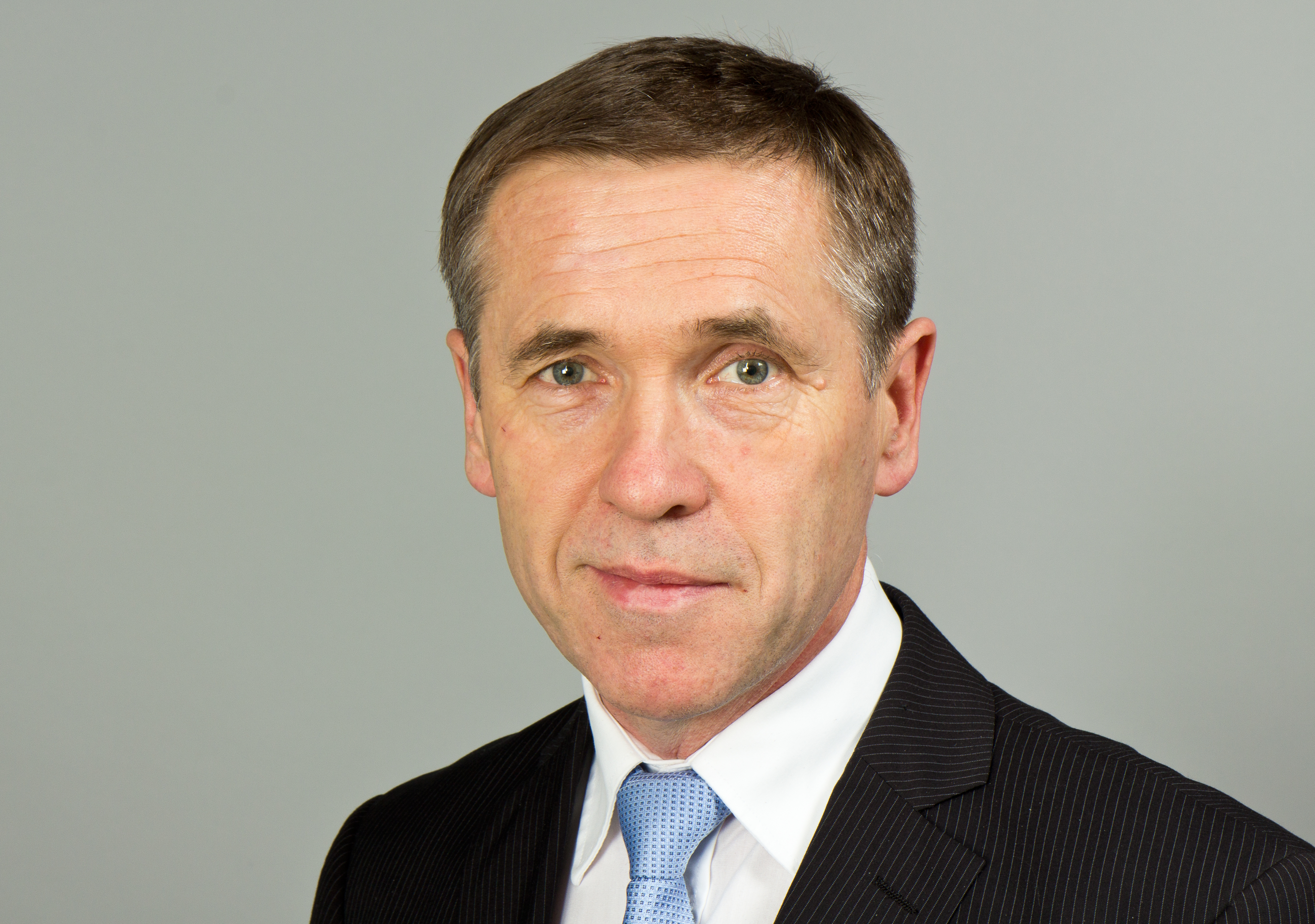
Aloysius Mikwauschk (2013)

Aloysius Mikwauschk (obersorbisch Alojs Mikławšk; * 20. Juni 1958 in Räckelwitz) ist ein deutscher Politiker (CDU) sorbischer Nationalität. Er war von 2009 bis 2024 Mitglied im Sächsischen Landtag.

## Leben und Beruf
Mikwauschk absolvierte bis 1977 eine Ausbildung zum Kraftfahrzeugmechaniker und war danach bis 1978 in seinem Beruf tätig. Anschließend wurde er Mitarbeiter der Feuerfestwerke Wetro GmbH. Von 1994 bis 2009 war er Mitarbeiter des Abgeordneten und ehemaligen Ministerpräsidenten Georg Milbradt.
Aloysius Mikwauschk ist römisch-katholischer Konfession, verheiratet und hat zwei Kinder.

## Politik

### Arbeit in der CDU Kamenz und im CDU-Kreisverband Bautzen
Mikwauschk trat 1990 in die CDU ein. Von 1996 bis 2007 war er stellvertretender CDU-Kreisvorsitzender in Kamenz und seit 2007 ist er Beisitzer im Vorstand des CDU-Kreisverbandes Bautzen. Von 1994 bis 2009 war er Gemeinderat in Räckelwitz, außerdem gehörte er dem Kreistag Kamenz und seit der Kreisreform Sachsen 2008 dem Kreistag Bautzen an. Im Kreistag Bautzen ist er seit 2009 Fraktionsgeschäftsführer der CDU-Kreistagsfraktion.

### Abgeordnetentätigkeit im Sächsischen Landtag in der CDU-Fraktion (2009 bis 2024)
Im September 2009 zog er über das Direktmandat im Wahlkreis Bautzen 2 für die CDU in den Landtag von Sachsen ein und folgte damit in diesem Wahlkreis auf den vorherigen Ministerpräsidenten Georg Milbradt. Von April 2012 bis September 2014 war er eines von 19 Mitgliedern des sächsischen NSU-Untersuchungsausschusses Neonazistische Terrornetzwerke in Sachsen.
Zur Landtagswahl in Sachsen 2014 nominierte die CDU ihn mit 100 % erneut zum Direktkandidaten im Wahlkreis Bautzen 2 und er verteidigte sein Direktmandat 2014 mit 47,1 % der Erststimmen im Wahlkreis deutlich vor der Gegnerin der Partei Die Linke, Marion Junge. In der 6. Wahlperiode des Sächsischen Landtags (2014–2019) war Mikwauschk ordentliches Mitglied im Haushalts- und Finanzausschuss und dessen stellvertretender Vorsitzender. Außerdem war er ordentliches Mitglied im Petitionsausschuss und im Ausschuss für Hochschule und Wissenschaft. Stellvertretendes Mitglied war er im Ausschuss für Schule und Sport, im Verfassungs- und Rechtsausschuss, im Ausschuss für Soziales und Verbraucherschutz, Gleichstellung und Integration, im Ausschuss für Geschäftsordnung und Immunitätsangelegenheiten und im Wahlprüfungsausschuss des Sächsischen Landtags. Die CDU-Fraktion des Sächsischen Landtags bestimmte Mikwauschk zum Sorbenpolitischen Sprecher seiner Fraktion.
Bei der Landtagswahl in Sachsen 2019 wurde er im Wahlkreis Bautzen 2 mit 39,8 Prozent der Direktstimmen wiederum zum Wahlkreisabgeordneten gewählt. Im 7. Sächsischen Landtag übernahm er die Funktion des stellvertretenden Vorsitzenden des Haushalts- und Finanzausschuss und wirkte als Mitglied des Petitionsausschusses mit. Er setzte sich insbesondere für seinen Wahlkreis und den ländlichen Raum in der Westlausitz ein.
Mikwauschk trat zur Landtagswahl in Sachsen 2024 nicht mehr an und schied damit aus dem Landtag aus.

## Sonstiges
Mikwauschk ist Mitglied im Beirat der sorbischen Zeitung Serbske Nowiny.
Seit 2013 ist er Vorstandsmitglied des Sächsischen Landeskuratoriums Ländlicher Raum e. V.

### Sport
Mikwauschk ist seit 1995 Vorsitzender des Sportvereins Viktoria Räckelwitz 92 e. V. seines Heimatortes Räckelwitz. Durch sein Mandat im sächsischen Landtag und die Begeisterung für den Fußball ist er Mitglied des Fußballvereines FC Landtag Sachsen und ist Vizepräsident des FC Landtag Sachsen.

## Auszeichnungen und Ehrungen
- Am 3. Juni 2023 erhielt er die Sächsische Verfassungsmedaille.[4]